# Присика (Добретићи)
Присика је насељено место у Босни и Херцеговини у општини Добретићи. Административно припада Федерацији Босне и Херцеговине, односно њеном Средњобосанском кантону. Према попису становништва из 2013. у насељу је било 19 становника, а већинску популацију у насељу чинили су Хрвати.
До 1992. село се налазило у саставу некадашње општине Скендер Вакуф чији највећи део је ушао у састав Републике Српске где је организован као општина Кнежево.

## Становништво
По последњем службеном попису становништва из 2013. године у насељу Присика живело је 19 становника, а село је било етнички хомогено са већинском хрватском популацијом.
| Националност | 2013. | 1991.        | 1981.        | 1971.        |
| Хрвати       | —     | 160 (100,0%) | 189 (97,42%) | 148 (100,0%) |
| Срби         | —     | 0            | 0            | 0            |
| Бошњаци      | —     | 0            | 0            | 0            |
| остали       | —     | 0            | 5 (2,57%)    | 0            |
| Укупно       | 19    | 160          | 194          | 148          |